# 中川尚
中川 尚（なかがわ たかし、1964年（昭和39年） - ）は北海道文化放送報道制作局付部長。元報道記者、元キャスター。

## 来歴・人物
- 北海道苫小牧市出身。
- 北海学園大学卒業後、1988年入社（事業部）。
- 1992年報道部に転属し、北海道警察本部担当記者など。
- 1997年4月-2000年3月 FNSモスクワ支局記者。
- 2009年 事業局事業部長。
- 2012年 営業局営業部長。
- 2014年2月 現職。

## 過去の担当番組
- Super NEWS U（メインキャスター 2014年4月-2015年3月）